# CanSino Biologics
CanSino Biologics (кит. упр. 康希诺生物, пиньинь Kāngxīnuò Shēngwù, палл. Кансино Шэнъу), часто используется сокращённое название CanSinoBIO — китайская биофармацевтическая компания, занимающаяся исследованием, разработкой и производством вакцин. Разработчик вакцины против COVID-19 Ad5-nCoV, основанной на нереплицирующемся аденовирусном векторе серотипа 5.

## История
Компания CanSino Biologics была основана в 2009 году в Тяньцзине Юй Сюэфэном, Чжу Тао, Цю Дунсю и Хелен Мао Хуэйхуа.
В июле 2018 года компания подала заявку на листинг на Гонконгской фондовой бирже. 28 марта 2019 года состоялся выход компании на Гонконгскую фондовую биржу с ростом на 59 %, став самым высоким показателем первого дня торгов в Гонконге с 2017 года.
В августе 2020 года компания завершила вторичное размещение акций на Шанхайской фондовой бирже STAR Market, где привлекла 5,2 млрд юаней (750 млн долларов США).

### Вакцины
У компании есть портфель исследуемых вакцин, включая Ad5-EBOV для предотвращения лихорадки Эбола и Ad5-nCoV для COVID-19. Компания ранее сотрудничала с Национальным научно-исследовательским советом Канады (NRC) в разработке вакцины. Эти две организации начали сотрудничать в 2013 году, а позже они работали вместе над разработкой вакцины против Эболы.

### Разработка вакцины против COVID-19
AD5-nCOV, торговое название Convidecia, представляет собой однократную вирусную векторную вакцину против COVID-19, разработанную компанией CanSino. С конца 2020 года препарат проходит III фазу испытаний в Чили, Мексике, Пакистане, России и Саудовской Аравии с 40 000 участников.
В феврале 2021 года глобальные данные испытаний фазы III и 101 случай COVID показали, что эффективность вакцины в предотвращении умеренных симптомов COVID-19 составила 65,7%, а в предотвращении тяжелого заболевания – 91%. По эффективности она аналогична вакцине Johnson & Johnson, еще одной одноразовой векторной вакцине против аденовируса с эффективностью 66% в глобальных испытаниях. Режим однократной дозы и нормальные требования к хранению в холодильнике делают эту вакцину подходящей для многих стран. В настоящее время ВОЗ проводит оценку для включения в список использования в чрезвычайных ситуациях.
Convidecia одобрена для использования в некоторых странах Азии, Европы, и Латинской Америки. В 2021 году производственные мощности Ad5-NCov должны достичь 500 миллионов доз. Производство будет осуществляться в Китае, Малайзии, Мексике и Пакистане.

## Инвесторы
По состоянию на 2018 год среди инвесторов CanSino Biologics были Lilly Asia Ventures, Qiming Venture Partners и SDIC Fund Management.